# André Capron (homme politique)
Pour les articles homonymes, voir André Capron et Capron.
André Capron, né André Robert Augustin Capron, né le 23 août 1854 à Paris et mort le 18 octobre 1930 à Cannes, est un homme politique français, député des Alpes-Maritimes sous la Troisième République.

## Biographie
Fils de Désiré Capron (Rouen 1815 - Paris 1894), comptable, collaborateur du journal ouvrier L'Atelier, c'est un disciple de Buchez, rédacteur à la Voix du Peuple et La Coopération, fervent défenseur de la classe ouvrière et des mouvements coopératifs, en 1870, proche d'Eugène Varlin, il participa aux travaux de la Commission consultative s'efforçant de fédérer les coopératives de consommation ; et de Marie Robot (Sennecey-le-Grand 1828 - Paris 1866).
Bachelier ès Lettres et propriétaire-rentier, il est élu conseiller municipal de Cannes en mai 1892 et devient maire de cette ville en janvier 1902. Élu conseiller général de Cannes en juillet 1902, il devient ensuite député en 1928, élu au deuxième tour dans la 2e circonscription de Grasse, par 6 331 voix contre 4 691 à Octave Homberg.
Il appartient à la tendance des républicains progressistes (centre gauche), qui deviendra le parti de la Fédération républicaine.
Le 2 juin 1890 il épouse à Cannes, Adela von Weisweiller (Madrid, 11 février 1845 - Cannes, 23 janvier 1925), veuve en 1882 de David Guillaume Ettling (financier Allemand). Adela Capron était la fille du baron Daniel Weisweiller, financier, représentant de la banque Rothschild à Madrid, originaire de Francfort-sur-le-Main. Lors de son mariage, il a entre autres pour témoin le maire Eugène Gazagnaire, notaire chez qui il a également fait établir un contrat de mariage.
Il est inhumé au Cimetière du Grand Jas.

## Mandats
- Conseiller municipal de Cannes (1892-1895).
- Premier Adjoint au Maire de Cannes (6 septembre 1895 - 19 janvier 1902).
- Maire de Cannes (19 janvier 1902 - 3 juillet 1910 ; 12 mai 1912 - 25 mai 1929).
- Conseiller général de Cannes (1902-1910, 1919-1931).
- Député des Alpes-Maritimes (1928-1930).